# Fergal O'Brien
Fergal O'Brien, irski igralec snookerja, * 8. marec 1972.
O'Brien je odraščal v Baysidu, Dublin. Doslej je osvojil en jakostni turnir, se še na dveh turnirjih (enem jakostnem in nejakostnem Mastersu) prebil v finale in 3 sezone prebil med najboljšimi 16 igralci sveta po svetovni jakostni lestvici.

## Kariera
O'Brienov najboljši dosežek na jakostnih turnirjih je bila zmaga na turnirju British Open 1999, na katerem je v finalu premagal Anthonyja Hamiltona z 9-7. Hamilton je dvoboj otvoril z dvema nizoma vsaj 100 točk, a je nato O'Brien prevzel pobudo in dobil pet framov po zadnji črni krogli ter tako porazil igralca iz Nottinghama.
O'Brien je bil blizu zmagi na nejakostnem povabilnem turnirju Masters leta 2001, a ga je v finalu premagal Paul Hunter. Ob tem se je še enkrat prebil v finale in še trikrat v polfinale jakostnih turnirjev.
Najvišje na jakostni lestvici je bil v sezoni 2000/01, ko je držal 9. mesto. V naslednji sezoni je komaj obdržal mesto med elitno šestnajsterico (zasedel je 16. mesto), v sezoni 2002/03 pa je iz nje dokončno izpadel. V naslednjih sezonah je postopoma padal po lestvici navzdol in se v sezoni 2006/07 ustalil na 45. mestu, od koder se je nato počasi pričel dvigovati.
Sezono 2007/08 je začel na turnirju Shanghai Masters, na katerem si je z zmagama nad Paulom Daviesom in Barryjem Hawkinsom v kvalifikacijah priboril mesto na glavnem delu turnirja, na katerem ga je nato že v prvem krogu porazil Steve Davis. Kvalificiral se je tudi za turnir Grand Prix, a je tam nato izgubil štiri od petih dvobojev v svoji skupini E, kar je bilo dovolj za peto mesto, prehitel je le Graema Dotta, ki ga je tudi edinega premagal, s 4-2.
Uspel se je tudi uvrstiti na glavni del turnirja Northern Ireland Trophy 2007, potem ko mu je moral v zadnjem krogu kvalifikacij po tesnem dvoboju, v katerem je zmagovalca določil odločilni frame, premoč priznati Barry Pinches. V prvem krogu glavnega dela turnirja je nato premagal Dava Harolda, s čimer si je odprl pot v drugi krog. Svojo uspešno pot na tem turnirju je nadaljeval z zmagami proti Johnu Higginsu (5-4, drugi krog), Barryju Hawkinsu (5-3, osmina finala), Ronnieju O'Sullivanu (5-2, četrtfinale) in Marku Allenu (6-3, polfinale) in si tako zagotovil mesto v drugem jakostnem finalu svoje kariere. V finalu se je pomeril s Škotom Stephenom Maguirejem in izgubil z izidom 5-9.
Ti dosežki so mu v sezoni 2008/09 omogočili, da je na svetovni jakostni lestvici držal 24. mesto, zanj najvišje po sezoni 2002/03, a nato ni uspel ponoviti dobrih predstav iz prejšnje sezone in zavoljo nekoliko nižjega točkovnega izkupička padel na 31. mesto za sezono 2009/10.
O'Brien se je zapisal v zgodovino športa kot edini igralec doslej, ki je v svojem prvem framu na glavnem delu Svetovnega prvenstva dosegel niz vsaj 100 točk. Niz mu je uspel v dvoboju proti Alanu McManusu leta 1994, ki ga je sicer izgubil z rezultatom 7-10. Odtlej se O'Brienu ni uspelo prebiti skozi kvalifikacije za Svetovno prvenstvo vse do leta 1998. V zgodovino športa se je zapisal tudi kot igralec, ki je kot prvi premagal Johna Parrotta v kvalifikacijah za nastop na Svetovnem prvenstvu, to se je zgodilo leta 2005. O'Brien je v celotni karieri do konca leta 2009 zbral 101 niz vsaj 100 točk.

## Osvojeni turnirji

### Jakostni turnirji
- British Open - 1999